# بونسکور
بونسکور (به فرانسوی: Bonsecours) یک کامین در فرانسه است که در Canton of Boos واقع شده‌است.

## خصوصیات
بونسکور ۳٫۷۶ کیلومترمربع مساحت و ۷٬۰۰۳ نفر جمعیت دارد و ۱۵۰ متر بالاتر از سطح دریا واقع شده‌است.